# Un alt Pământ
Another Earth este un film SF american despre universuri paralele din 2011 regizat de Mike Cahill (debut). În rolurile principale apar William Mapother și Brit Marling. A avut premiera la Festivalul Sundance pe 24 ianuarie 2011 și este distribuit de Fox Searchlight Pictures.

## Povestea
Rhoda Williams (Brit Marling), o studentă recent acceptată la MIT, în timp ce se întoarce de la o petrecere, observă o nouă planetă Terra la orizont. Încercând să observe mai bine planeta nu mai este atentă la drum și lovește o altă mașină, omorând două persoane. Rhoda este închisă pentru patru ani.

## Distribuție
- William Mapother este John Burroughs
- Brit Marling este Rhoda Williams
- Jordan Baker este Kim Williams
- Robin Lord Taylor este Jeff Williams
- Flint Beverage este Robert Williams
- Kumar Pallana este Purdeep
- Richard Berendzen în rolul său (narator)[1]